# آزی (شر)
آزی (به فرانسوی: Azy) یک کمون در فرانسه است که در canton of Aix-d'Angillon واقع شده‌است. آزی ۲۷٫۶۲ کیلومتر مربع مساحت دارد ۲۰۵ متر بالاتر از سطح دریا واقع شده‌است.